# Gran Premio de España de Motociclismo de 1990
El Gran Premio de España de Motociclismo de 1990 fue la tercera prueba de la temporada 1990 del Campeonato Mundial de Motociclismo. El Gran Premio se disputó el 6 de mayo de 1990 en el Circuito de Jerez.

## Resultados 500cc
También en esta prueba fue muy reducido en lo que hace a la participación. Tan solo 17 participantes. En esta prueba, se impuso el australiano Wayne Gardner por delante de los estadounidenses Wayne Rainey y Kevin Schwantz.
| Pos.     | Piloto               | Equipo                | Moto   | Tiempo     | Pts. |
| -------- | -------------------- | --------------------- | ------ | ---------- | ---- |
| 1        | Wayne Gardner        | Rothmans Honda Team   | Honda  | 52:58.021  | 20   |
| 2        | Wayne Rainey         | Marlboro Team Roberts | Yamaha | +7.307     | 17   |
| 3        | Kevin Schwantz       | Lucky Strike Suzuki   | Suzuki | +22.088    | 15   |
| 4        | Mick Doohan          | Rothmans Honda Team   | Honda  | +28.729    | 13   |
| 5        | Pierfrancesco Chili  | Team ROC Elf La Cinq  | Honda  | +40.920    | 11   |
| 6        | Sito Pons            | Campsa Banesto        | Honda  | +1:07.157  | 10   |
| 7        | Christian Sarron     | Sonauto Gauloises     | Yamaha | +1:12.205  | 9    |
| 8        | Niall Mackenzie      | Lucky Strike Suzuki   | Suzuki | +1:13.260  | 8    |
| 9        | Juan Garriga         | Ducados Yamaha        | Yamaha | +1:25.360  | 7    |
| 10       | Jean Philippe Ruggia | Sonauto Gauloises     | Yamaha | +1:34.395  | 6    |
| 11       | Eddie Laycock        | Millar Racing         | Honda  | +1 Vuelta  | 5    |
| 12       | Nicholas Schmassman  | Team Schmassman       | Honda  | +2 Vueltas | 4    |
| 13       | Cees Doorakkers      | HRK Motors            | Honda  | +2 Vueltas | 3    |
| 14       | Andreas Leuthe       | Librenti Corse        | Honda  | +2 Vueltas | 2    |
| 15       | Hansjoerg Butz       |                       | Honda  | +3 Vueltas | 1    |
| Ret      | Vittorio Scatola     | Team Elit             | Paton  | Ret        |      |
| Ret      | Alex Barros          | Cagiva Corse          | Cagiva | Ret        |      |
| Ret      | Randy Mamola         | Cagiva Corse          | Cagiva | Ret        |      |
| Ret      | Ron Haslam           | Cagiva Corse          | Cagiva | Ret        |      |
| Sources: |                      |                       |        |            |      |

## Resultados 250cc
La carrera experimentó un bonito duelo entre el estadounidense John Kocinski y el italiano Luca Cadalora, que cayó sobre el primero en la última curva. De esta manera, Kocinski suma su segunda victoria de la temporada.
| Pos. | Piloto               | Moto     | Tiempo    | Pts. |
| ---- | -------------------- | -------- | --------- | ---- |
| 1    | John Kocinski        | Yamaha   | 44.27.789 | 20   |
| 2    | Luca Cadalora        | Yamaha   | 44.27.998 | 17   |
| 3    | Helmut Bradl         | Honda    | 44.34.945 | 15   |
| 4    | Carlos Cardús        | Honda    | 44.43.704 | 13   |
| 5    | Martin Wimmer        | Aprilia  | 45.04.295 | 11   |
| 6    | Jochen Schmid        | Honda    | 45.09.375 | 10   |
| 7    | Àlex Crivillé        | Yamaha   | 45.22.556 | 9    |
| 8    | Adrien Morillas      | Aprilia  | 45.26.625 | 8    |
| 9    | Didier de Radiguès   | Aprilia  | 45.27.024 | 7    |
| 10   | Renzo Colleoni       | Aprilia  | 45.33.940 | 6    |
| 11   | Alberto Rota         | Aprilia  | 45.41.803 | 5    |
| 12   | Andreas Preining     | Aprilia  | 45.44.521 | 4    |
| 13   | Loris Reggiani       | Aprilia  | 45.44.911 | 3    |
| 14   | Paolo Casoli         | Yamaha   | 45.45.720 | 2    |
| 15   | Bernard Haenggeli    | Aprilia  | 45.57.485 | 1    |
| 16   | Erich Neumair        | Yamaha   | 46.03.913 |      |
| 17   | Alain Bronec         | Aprilia  | 46.16.299 |      |
| 18   | Jean Foray           | Yamaha   | 46.18.233 |      |
| 19   | José Barresi         | Yamaha   | 46.22.053 |      |
| 20   | Urs Jücker           | Yamaha   | 46.25.828 |      |
| 21   | Darren Milner        | Aprilia  | 2 Vueltas |      |
| 22   | Wilco Zeelenberg     | Honda    | 2 Vueltas |      |
| 23   | Marcellino Lucchi    | Aprilia  | 2 Vueltas |      |
| Ret  | Masahiro Shimizu     | Honda    | Ret       |      |
| Ret  | Andrea Borgonovo     | Aprilia  | Ret       |      |
| Ret  | Dominique Sarron     | Honda    | Ret       |      |
| Ret  | Stefano Caracchi     | Aprilia  | Ret       |      |
| Ret  | Anselmo Lasaosa      | Yamaha   | Ret       |      |
| Ret  | Corrado Catalano     | Aprilia  | Ret       |      |
| Ret  | Kevin Mitchell       | Yamaha   | Ret       |      |
| Ret  | Jorge Martínez Aspar | JJ Cobas | Ret       |      |
| Ret  | Carlos Lavado        | Aprilia  | Ret       |      |
| DNS  | Reinhold Roth        | Honda    | DNS       |      |
| DNS  | Alan Carter          | Honda    | DNS       |      |
| DNS  | Jacques Cornu        | Honda    | DNS       |      |

## Resultados 125cc
Primera victoria de la temporada para Jorge Martínez Aspar, que se impuso en un apretadísimo final con Stefan Prein. Al final, el valenciano cruzó la línea de meta con tan solo una centésima de ventaja.
| Pos. | Piloto                       | Moto      | Tiempo    | Pts. |
| ---- | ---------------------------- | --------- | --------- | ---- |
| 1    | Jorge Martínez Aspar         | JJ Cobas  | 43.06.406 | 20   |
| 2    | Stefan Prein                 | Honda     | 43.06.416 | 17   |
| 3    | Fausto Gresini               | Honda     | 43.07.991 | 15   |
| 4    | Koji Takada                  | Honda     | 43.18.904 | 13   |
| 5    | Steve Patrickson             | Honda     | 43.19.080 | 11   |
| 6    | Julián Miralles              | JJ Cobas  | 43.30.870 | 10   |
| 7    | Loris Capirossi              | Honda     | 43.37.306 | 9    |
| 8    | Manuel Hernández             | Honda     | 43.38.347 | 8    |
| 9    | Adi Stadler                  | JJ Cobas  | 43.39.399 | 7    |
| 10   | Dirk Raudies                 | Honda     | 49.39.409 | 6    |
| 11   | Maurizio Vitali              | Gazzaniga | 43.40.010 | 5    |
| 12   | Alfred Waibel                | Honda     | 43.40.387 | 4    |
| 13   | Hisashi Unemoto              | Honda     | 43.40.849 | 3    |
| 14   | Thierry Feuz                 | Honda     | 43.42.153 | 2    |
| 15   | Robin Appleyard              | Honda     | 43.59.291 | 1    |
| 16   | Flemming Kistrup             | Honda     | 44.10.204 |      |
| 17   | José Ramón Miralles          | JJ Cobas  | 44.11.067 |      |
| 18   | Antonio Sánchez              | JJ Cobas  | 44.21.743 |      |
| 19   | Mike Leitner                 | Honda     | 44.23.640 |      |
| 20   | Hervé Duffard                | Honda     | 44.23.886 |      |
| 21   | Hans Koopman                 | Honda     | 44.29.856 |      |
| 22   | Johnny Wickström             | Honda     | 44.35.320 |      |
| 23   | Jos van Dongen               | Honda     | 44.35.621 |      |
| 24   | Alessandro Gramigni          | Aprilia   | 44.41.064 |      |
| 25   | José Saez                    | Honda     | 44.42.100 |      |
| 26   | Herri Torrontegui            | Honda     | 45.11.057 |      |
| Ret  | Stefan Dörflinger            | Aprilia   | Ret       |      |
| Ret  | Bruno Casanova               | Aprilia   | Ret       |      |
| Ret  | Stefan Kurfiss               | Honda     | Ret       |      |
| Ret  | Robin Milton                 | Honda     | Ret       |      |
| Ret  | Ralf Waldmann                | Rotax     | Ret       |      |
| Ret  | Heinz Lüthi                  | Honda     | Ret       |      |
| Ret  | Doriano Romboni              | Honda     | Ret       |      |
| Ret  | Hubert Abold                 | Rotax     | Ret       |      |
| Ret  | Allan Scott                  | Honda     | Ret       |      |
| DNS  | Hans Spaan                   | Honda     | DNS       |      |
| DNQ  | Stuart Edwards               | Honda     | DNQ       |      |
| DNQ  | Manuel Herreros              | JJ Cobas  | DNQ       |      |
| DNQ  | Peter Galvin                 | Honda     | DNQ       |      |
| DNQ  | José Luis Rabadán            | Honda     | DNQ       |      |
| DNQ  | Luis Miguel Reyes            | Gazzaniga | DNQ       |      |
| DNQ  | Javier Arumi                 | Honda     | DNQ       |      |
| DNQ  | Bert Smit                    | Honda     | DNQ       |      |
| DNQ  | Joaquín Alós                 | Honda     | DNQ       |      |
| DNQ  | Jaime Mariano                | Casal     | DNQ       |      |
| DNQ  | Josef Fischer                | Rotax     | DNQ       |      |
| DNQ  | Jean-Claude Selini           | Honda     | DNQ       |      |
| DNQ  | Fernando González de Nicolás | Honda     | DNQ       |      |
| DNQ  | Mike Stief                   | Rotax     | DNQ       |      |
| DNQ  | Stefan Brägger               | Aprilia   | DNQ       |      |
| DNQ  | Heinz Paschen                | Aprilia   | DNQ       |      |
| DNQ  | Paolo Priori                 | Grossi    | DNQ       |      |